# Fagundes
Fagundes este un oraș în Paraíba (PB), Brazilia.